# Joueur français de l'année 2005
Navigation
Édition précédente Édition suivante
Le joueur français de l'année 2005 est un trophée récompensant le meilleur footballeur français au cours de l'année civile 2005. Il s'agit de la 48e remise du trophée du meilleur joueur français depuis 1958.

## Classement des 20 joueurs français nommés
| Rang | Nom                | Club                   | Points |
| ---- | ------------------ | ---------------------- | ------ |
| 1    | Thierry Henry      | Arsenal FC             | 118    |
| 2    | Grégory Coupet     | Olympique lyonnais     | 98     |
| 3    | Claude Makélélé    | Chelsea FC             | 82     |
| 4    | Zinedine Zidane    | Real Madrid CF         | 41     |
| 5    | Willy Sagnol       | Bayern Munich          | 31     |
| 6    | David Trezeguet    | Juventus               | 28     |
| 7    | Lilian Thuram      | Juventus               | 27     |
| 8    | Sylvain Wiltord    | Olympique lyonnais     | 26     |
| 9    | William Gallas     | Chelsea FC             | 16     |
| 10   | Ludovic Giuly      | FC Barcelone           | 14     |
| 11   | Florent Malouda    | Olympique lyonnais     | 9      |
| 12   | Franck Ribéry      | Olympique de Marseille | 7      |
| 13   | Vikash Dhorasoo    | Paris Saint-Germain    | 4      |
| 13   | Patrick Vieira     | Juventus               | 4      |
| 15   | Mathieu Bodmer     | LOSC Lille             | 2      |
| 16   | Mickaël Landreau   | FC Nantes              | 1      |
| 16   | Johan Micoud       | Werder Brême           | 1      |
| 16   | Anthony Réveillère | Olympique lyonnais     | 1      |